# Marco Loughran
Pour les articles homonymes, voir Loughran.
Marco Antonio Loughran (né le 24 mars 1989 à Wimbledon) est un nageur britannique, spécialiste du dos et du papillon.
Il mesure 1,88 m pour 82 kg et a étudié à l'université de Floride jusqu'en 2012. Après avoir obtenu une bourse de nageur auprès de The Southport School du Queensland en tant que collégien, il est devenu étudiant en Floride. Il remporte une médaille d'or et deux d'argent lors des Championnats d'Europe juniors de natation 2007 à Anvers. Il participe aux Championnats du monde de 2009 à Rome, puis nage pour le Pays de Galles aux Jeux du Commonwealth de 2010 à Delhi, où il termine 4e du 100 m dos, 5e du 50 m et 6e du 200 m. Il participe ensuite aux Jeux olympiques de Londres en 2012.